# Planina v Podbočju
Planina v Podbočju is een plaats in Slovenië en maakt deel uit van de gemeente Krško in de NUTS-3-regio Spodnjeposavska. De plaats telde 29 inwoners op 1 januari 2020.